# NGC 2163
NGC 2163 (другие обозначения — CED 62, DG 87, LBN 855) — отражательная туманность в созвездии Орион.
Этот объект входит в число перечисленных в оригинальной редакции «Нового общего каталога».
Является ярким примером биполярной туманности. Имеет «веера», которые простираются на север и на юг от центральной звезды